# 豊明市立三崎小学校
豊明市立三崎小学校（とよあけしりつ みさきしょうがっこう）は、愛知県豊明市三崎町三崎にある小学校。校訓は「あかるく・かしこく・たくましく」。2017年度（平成29年度）の児童数は411人。

## 歴史

### 年表
- 1978年（昭和53年）4月1日 - 豊明市立中央小学校より分離独立して11学級で開校[3][1]。
- 1978年（昭和53年）6月 - プールが竣工[1]。
- 1978年（昭和53年）9月 - 体育館が竣工[1]。
- 1979年（昭和54年）4月 - 豊明市立沓掛小学校の学区から西川地区（豊明市西川町のうち長田・広原・荒巻を除いた地域）を編入[1]。
- 1980年（昭和55年）3月 - 南校舎が竣工[1]。
- 1997年（平成9年）4月 - 豊明市立沓掛小学校の学区から長田・広原・荒巻地区を編入。

### 児童数の変遷
『愛知県小中学校誌』（2018年）によると、児童数の変遷は以下の通りである。
| 1978年（昭和53年） | 393人 |  |
| 1987年（昭和62年） | 535人 |  |
| 1997年（平成9年）  | 497人 |  |
| 2007年（平成19年） | 516人 |  |
| 2017年（平成29年） | 411人 |  |

## 委員会
- 総務委員会
- 保健委員会
- 放送委員会
- 園芸飼育委員会
- 給食委員会
- 体育委員会
- 福祉委員会
- 図書委員会
- 広報委員会

## 地理
豊明市の中央部に位置し、学区内には商店街、大型スーパー、銀行、農協豊明支店などがある。学区の北西部は宅地開発された丘陵地である。

### 通学区域
豊明市の中央部に位置し、豊明市立豊明中学校の学区内にある。敷地の北側には三崎水辺公園があり、自然観察、水の学習、長距離走大会の場となっている。
- 西川町全域、三崎町[4]（中ノ坪、高鴨、社、井ノ花、ゆたか台、三崎）

### 校区内の施設
- 豊明市福祉体育館
- 豊明市文化会館
- 豊明市立図書館
- あいち尾東農業協同組合豊明支店
- あいち銀行豊明中央支店
- 岡崎信用金庫豊明支店
- MEGAドン・キホーテUNY豊明店
- 豊明市保健センター
- 三崎水辺公園